# Паневежис
Паневе́жи́с, или Панявежи́с (лит. Panevėžys, МФА: pɐn̪ʲɛʋʲeːˈʒʲiːs̪о файле, до 1917 года Поневе́ж) — город на севере Литвы, пятый по числу жителей, административный центр Паневежского уезда и Паневежского района.

## Положение и общая характеристика
Город расположен на обоих берегах реки Невежис (приток Немана), в 135 км к северо-западу от Вильнюса, в 109 км от Каунаса и в 240 км от Клайпеды. Общая площадь — ок. 50 км².
В городе пересекаются важнейшие автомагистрали Литвы и международная магистраль «Виа Балтика», соединяющая Вильнюс с Ригой. Железнодорожные линии соединяют с Даугавпилсом и Шяуляем. Действуют два аэродрома местного значения.
В советское время основными предприятиями были заводы кинескопов, кабельный, автокомпрессорный, электротехнический, стекольный, металлоизделий, сахарный, комбикормов, а также спиртовой, мясной, молочный и льнообрабатывающий комбинаты, мебельная и швейная фабрики. Ныне город по-прежнему остаётся важным центром производства, причём часть предприятий успешно развивает прежние виды деятельности (завод «Экранас», пивоварня «Калнапилис» и другие).
Среди любителей театра и кино особенно широко и за пределами Литвы был известен Паневежский драматический театр, основанный в 1940 году на базе Каунасской театральной студии, благодаря режиссёру Юозасу Мильтинису и своему ведущему актёру Донатасу Банионису.

## Население
| 1804     | 1823     | 1833     | 1857     | 1887     | 1897     | 1919     | 1923     | 1931     | 1939     | 1945     | 1959     |
| -------- | -------- | -------- | -------- | -------- | -------- | -------- | -------- | -------- | -------- | -------- | -------- |
| 800      | ↗2000    | ↗3700    | ↗5908    | ↗8071    | ↗12 968  | ↘9000    | ↗19 197  | ↗20 562  | ↗26 653  | ↘12 000  | ↗41 100  |
| 1970     | 1979     | 1989     | 2001     | 2001     | 2002     | 2003     | 2004     | 2005     | 2006     | 2007     | 2007     |
| ↗74 497  | ↗102 303 | ↗126 483 | ↘119 808 | ↘119 749 | ↘118 231 | ↘116 925 | ↘114 917 | ↘112 543 | ↘109 901 | ↘108 314 | ↗114 582 |
| 2008     | 2009     | 2010     | 2010     | 2011     | 2012     | 2013     | 2014     | 2015     | 2016     | 2017     | 2018     |
| ↘106 495 | ↘104 793 | ↗111 953 | ↘103 101 | ↘100 027 | ↘98 469  | ↘97 343  | ↘96 328  | ↘95 202  | ↘93 598  | ↘91 054  | ↘88 678  |
| 2019     | 2020     | 2021     | 2022     | 2023     |          |          |          |          |          |          |          |
| ↘87 139  | ↘85 885  | ↗89 100  | ↘87 590  | ↗87 913  |          |          |          |          |          |          |          |

По первой всеобщей переписи населения Российской империи в Поневеже проживало 6503 мужчины и 6465 женщин, всего 12 968 жителей. Около половины населения города составляли евреи. Перед Первой мировой войной в городе числилось 14 000 жителей. В 1939 году насчитывалось 27 тыс. жителей, в 1959 году — 41 тыс.; в 1974 году — 88 тыс., в 1985 году — 116 тыс.; с начала 1990-х население города уменьшается: в 1996 г. — 126,1 тыс.; 2002 г. — 118,2 тыс.; 2008 г. — 106,5 тыс.; 2013 г. — 97,3 тысяч (на 1 января 2013 г.), на 1 июля 2017 г. — 89 661 жит..
Город считается одним из самых моноэтничных в Литве: 96 % литовцев, 2,6 % русских, 0,4 % украинцев, 0,2 % белорусов, 0,2 % поляков, 0,02 % евреев, 0,28 % других, включая цыган и караимов. Так было не всегда: до войны в городе кроме литовцев проживали крупные общины евреев, поляков, немцев, русских православных и староверов, караимов, татар и латышей.
Паневежис образует небольшую агломерацию на Севере Литвы, в которую входят Дямбава (3 тыс. жителей), Берчюнай (2 тыс. жителей), Пинява (1,1 тыс.), Вельжис (1,3 тыс.), Вайвадай (1 тыс.),  Шилагалис (0,6 тыс.), Станюнай (0,9 тыс.), Бернатоняй (0,8 тыс.), Молайняй (1,1 тыс.) и др. посёлки, часто имеющие многоэтажную застройку и слившиеся с застройкой непосредственно самого города.

## Название
Название образовано от названия реки Невежис (Нявежис, (лит. Nevėžis), оно переводится как «побережье (берег) Невежиса». Само название реки образовано от старолитовского корня *nevēźā- (nevaži) и переводится как «медленная», «тихая» река. Название города впервые упомянуто в грамоте князя Александра, датированной 7 сентября 1503 года, хотя есть утверждения, что в Паневежисе замок в теперешнем парке Скайстакалнис еще в XIV веке имел правитель Литвы Витовт Великий. Например, многими историками Паневежиса упомянается история как Витовт в 1413 г. на территории Паневежиса затушил священный огонь на языческом капище. Традиционное славянское (русское и польское) название построено по тому же принципу: «по» реке Невеже, то есть Поневеж. После присоединения Литвы к СССР в начале Второй мировой войны в текстах на русском языке закрепилась литовская форма Паневежис. Однако с 1990-х годов в Литве на русском языке стала использоваться форма Панявежис, согласно § 47 обязательной в Литве «Инструкции по транскрипции фамилий, имен и географических названий с русского языка на литовский и с литовского языка на русский», апробированной Комиссией по литовскому языку при Академии наук Литовской ССР, в соответствии с которым литовская e транскрибируется русской я.

## История
Название впервые упомянуто в грамоте короля Польши и великого князя литовского Александра, датированной 7 сентября 1503 года, согласно которой настоятелю Рамигалы даровалась земля с условием, что здесь будет построен костёл. На правом берегу Невежиса образовалось селение с костёлом, торговой площадью, корчмой, пивоварней и баней, получившее позднее название Старого Поневежа.
В начале XVI века на левом берегу Невежиса на государственных землях образовалось другое поселение, получившее название Нового Поневежа. Оно быстро росло. После административной реформы 1565—1566 годов Поневеж стал центром повета. В 1568 году в Поневеж из Крекенавы был переведён поветовый суд. Это способствовало росту города и его значения. Обе части его соединились в 1780 году.
В 1727 году в Поневеже обосновались пиары, построили костёл Пресвятой Троицы (первоначально деревянный), монастырь и коллегию — первую среднюю школу в городе. После восстания 1831 года монастырь и костёл были закрыты. В 1847 году костёл был обращён в православную церковь, в 1918 году возвращён католикам. Развитию города способствовала железная дорога Радзивилишки — Динабург и Поневеж — Поставы. Город пострадал во время Первой мировой войны. В 1915 году была открыта первая в городе гимназия с преподаванием на литовском языке.
В межвоенные годы город славился своими мельницами. Были построены сахарный, мыловаренный и по обработке льна заводы. В 1927 году учреждена епархия Паневежиса. Действовало 2 еврейские и 1 польская гимназии, еврейская средняя школа и духовная семинария. 27 июня 1941 года в город вошли части вермахта. Было создано еврейское гетто. Проводились массовые казни евреев и сочувствующих советской власти граждан. 22 июля 1944 года занят частями 1-го Прибалтийского фронта под командованием Ивана Баграмяна. В 1950-60-е годы были открыты новые заводы.
В XXI веке в Паневежисе работает несколько крупных немецких (Schmitz Cargobull Baltic), норвежских (Devold), датчанских (Kalnapilio-Tauro grupė), французских (Roquette Amilina) и литовских (Lietkabelis, PST (Panevėžio Statybos Trestas), Panevėžio keliai, Panevėžio stiklas и другие) заводов, среди которых – литовская Linas Agro Group с головным офисом в Паневежисе – компания по переработке зерна, являющаяся 6 по годовому обороту компания в Литве (более 743 000 000 евро в 2022 году).

## Рейл Балтика (Rail Baltica)
Через Паневежис проектируется железная дорога европейской (1435 мм) колеи Rail Baltica, которая соединит Ригу и Таллин с Каунасом и Варшавой. В Паневежисе намечается построить железнодорожный вокзал и грузовой терминал, а также депо поездов. Один из вариантов намечает строительство трамвайной ветки из центра Паневежиса к новому вокзалу скоростной железной дороги, но конечный вариант еще не выбран. Если из нескольких будет выбрат этот вариант, Паневежис стал бы единственным городом в Литве с электрическим трамваем. Также через Паневежис проходит дорога Via Baltica, которую решено от Каунаса через Паневежис до границы с Латвией реконструировать в автостраду. Это сделает Паневежис еще более важным логистическим узлом, где сойдутся железная дорога из Центральной Европы в Финляндию и автострады из Вильнюса и Варшавы в Ригу.

## Герб
Официальный герб города представляет собой геральдический щит с изображением красных ворот с тремя башенками и башней над ними на серебряном поле. Современный герб утверждён президентом Литвы в 1993 году.

## Известные уроженцы
- Стасис Шапарнис (2 октября 1939 года) — советский, литовский спортсмен по современному пятиборью. Заслуженный мастер спорта (1972). Чемпион мира (1969), серебряный медалист Олимпийских игр в 1968 году в командном зачете.

## Города-побратимы
- Ахметский муниципалитет, Грузия (2011)
- Винница, Украина (16 февраля 2015)[15][16][…]
- Габрово, Болгария (17 мая 2004)[15][17]
- Габрово, Болгария
- Гус, Нидерланды (17 апреля 1993)[15][18][…]
- Даугавпилс, Латвия (6 апреля 2004)[15][19][…]
- Ивано-Франковск, Украина
- Ирпень, Украина[20]
- Кальмар[вд], Швеция (20 ноября 1992)[15][21][…]
- Кингстон, Ямайка
- Коллинг, Дания (17 августа 2000)[15][22][…]
- Люблин, Польша (11 сентября 1999)[15][23][…]
- Люнен, Германия (2 марта 1990)[15][24][…]
- Марамуреш, Румыния (12 марта 2015)[15]
- Молодечно, Беларусь
- Мытищи, Россия (21 сентября 2001)[15][25]
- Раквере, Эстония (15 июня 2005)[15][26]
- Рустави, Грузия (10 октября 2015)[15][27]